# Петухово (железнодорожный разъезд, Томская область)
Петухово — обезлюдевший населённый пункт (железнодорожный разъезд) в Томском районе Томской области России. Входит в состав Богашёвского сельского поселения. Население 10 чел. (2021) .

## География
Находится на юго-востоке Томской области, в лесной местности.

## История
По решению Томского облисполкома от 10 января 1961 года № 19, населённый пункт, как и другие населённые пункты бывшего Петуховского сельсовета, вошёл в состав Богашёвского сельского совета.
Постановлением Главы Администрации Томского района от 14 апреля 1997 года «О реформировании органов местного самоуправления» включён в Богашёвский сельский округ, образованный в границах Богашевской и Петуховской сельских администраций.
В соответствии с Законом Томской области от 12 ноября 2004 года № 241-ОЗ, железнодорожный разъезд вошёл в состав учреждённого муниципального образования Богашёвское сельское поселение.

## Население
| 2002 | 2008 | 2009 | 2010 | 2011 | 2012 | 2013 | 2014 | 2015 |
| ---- | ---- | ---- | ---- | ---- | ---- | ---- | ---- | ---- |
| 15   | ↘3   | →3   | ↗8   | →8   | ↘7   | ↘2   | ↘0   | →0   |
| 2021 |      |      |      |      |      |      |      |      |
| ↗10  |      |      |      |      |      |      |      |      |

## Инфраструктура
Путевое хозяйство. Платформа Петухово Томской железнодорожной ветки.

## Транспорт
Автомобильный и железнодорожный транспорт.